# Laytown
Laytown (irisch An Inse) ist ein Dorf im County Meath, Irland, das an der Regionalstraße R150 liegt und die Irische See überblickt.
Historisch wurde es englisch Ninch genannt, nach dem Townland, das es einnimmt, beides irisch An Inse, „die Insel“. Zusammen mit den benachbarten Dörfern Mornington und Bettystown bildet es die Stadt Laytown-Bettystown-Mornington mit einer Gesamtbevölkerung von 10.889 Einwohnern bei der Volkszählung 2011. Der Ort ist Teil des größeren Gebiets, das allgemein als East Meath bekannt ist. Bei der Volkszählung 2022 wurden 15.642 Einwohner gezählt, in dem Gebiet, das inzwischen Laytown–Bettystown–Mornington–Donacarney heißt.

## Geschichte
Jüngste Ausgrabungen lassen vermuten, dass Laytown mindestens seit dem 6. Jahrhundert nach Christus besiedelt ist.

## Archäologische Funde

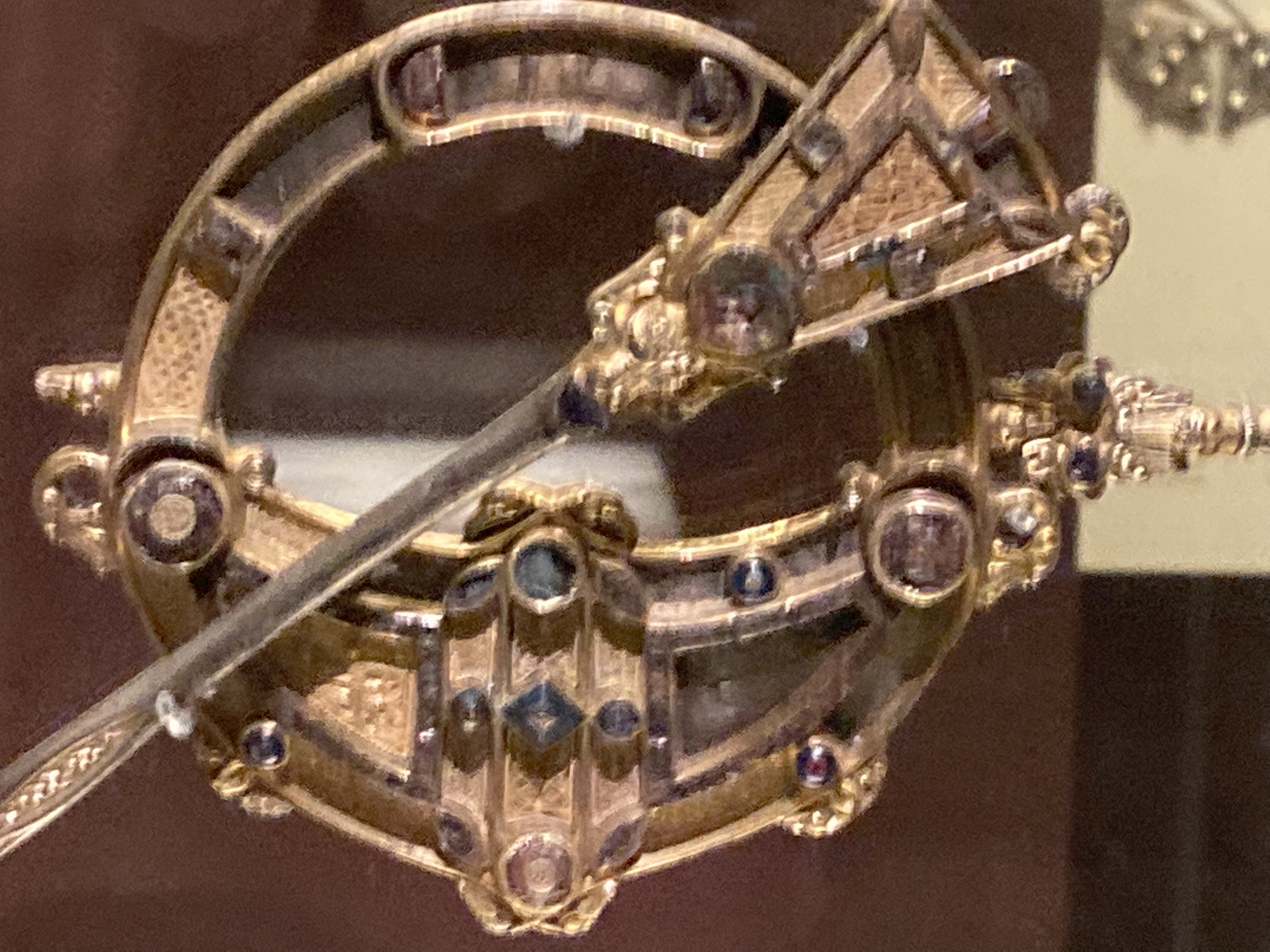
Tara-Brosche
Einer der bemerkenswertesten historischen Funde der irischen Geschichte wurde 1850 am Strand von Bettystown gemacht. Eine einheimische Frau behauptete (eher unglaubwürdig), die Tara-Brosche in einer im Sand vergrabenen Kiste gefunden zu haben. Viele glauben, dass die Brosche tatsächlich im Landesinneren gefunden wurde und dass die Behauptung aufgestellt wurde, um einen Rechtsanspruch des Landbesitzers des tatsächlichen Fundortes zu vermeiden. 
Die Tara-Brosche ist eine keltische Brosche aus dem späten 7. oder frühen 8. Jahrhundert. Sie ist aus Bronze, Silber und Gold gefertigt und hat einen kunstvoll verzierten Kopf, der aus einem kreisförmigen, verzierten Ring besteht. Die obere Hälfte ist hohl, während die untere Hälfte massiv ist und verschmolzene Enden aufweist. Die Brosche wurde aus zahlreichen Einzelteilen zusammengesetzt, und sowohl die Vorder- als auch die Rückseite sind mit ca. 50 eingegossenen Tafeln verziert, die reich verzierte Filigranarbeiten enthalten. Die Tara-Brosche ist heute im National Museum of Ireland in Dublin ausgestellt.

## Neuere Funde
Zu den neueren archäologischen Funden gehört zum Beispiel eine blaue Glasperle aus der frühchristlichen Zeit, die 1976 im Rath in Ninch West gefunden wurde. Die Ruine wird traditionell mit Loeg mac Riangabra, dem Wagenlenker von Cú Chulainn, in Verbindung gebracht, von dem Laytown seinen Namen haben soll. Die Glasperle befindet sich heute ebenfalls in der Sammlung des National Museum of Ireland.
Ebenfalls in den späten 1970er Jahren wurde ein Erdhügel, der lokal als „The Mote“ bekannt ist und den Fluss Nanny bei The Ninch überblickt, von P. D. Sweetman für die National Monuments Section des Office of Public Works teilweise ausgegraben. Es wurden zwei Gräber aus der Eisenzeit gefunden.
Bei einer Ausgrabung im Jahr 2000 wurden frühchristliche Gräber mit etwa 50 Personen und eine Einfriedung aus der Bronzezeit gefunden. Zu den gefundenen Artefakten gehört eine Ringnadel aus der Hiberno-Norse-Zeit.

## Entwicklungen im 19. und 20. Jahrhundert
Viele der größeren Gebäude von Laytown, darunter das Haus des Bahnhofsvorstehers und die großen Reihenhäuser mit Blick auf den Strand, wurden Mitte des 19. Jahrhunderts erbaut. Besonders bemerkenswert ist die Architektur der Herz-Jesu-Kirche, deren Fassade erhalten ist.